# Gluta wrayi
Gluta wrayi là một loài thực vật có hoa trong họ Đào lộn hột. Loài này được King mô tả khoa học đầu tiên năm 1896.
Tên gọi trong tiếng Việt của nó là sơn quả hay trâm mộc Wray.

## Mô tả
Cây gỗ cao tới 30 m, đường kính tới 85 cm, đôi khi với các rễ bạnh dựng đứng cao tới 3 m. Vỏ thân màu nâu, lục hay nâu cam, nhăn nheo và bám nông. Lá dày, kiểu gần dai láng như da, hình elip tới elip-mũi mác, hiếm khi mũi mác ngược, kích thước khoảng 6–26 cm x 1,75–9 cm (thường 10 cm x 3,5 cm), nhẵn nhụi. Cuống lá 3–4 cm. Cánh hoa 5 hoặc 6, màu trắng, xếp lợp, hình mũi mác ngược hẹp, kích thước 10-13 x 2,5mm, có lông tơ mềm ngắn ở mé ngoài, nhú ở mé trong. Nhị 5 (6), dài 7mm. Chùy hoa dài tới 8 cm, có lông tơ. Bầu nhụy hình trứng ngược và rộng, dài 2mm, nhiều lông tơ. Quả nhân cứng, nâu, láng, kích thước 3x6cm. Mủ độc, gây ngứa.

## Phân bố
Tây Malesia, bao gồm miền nam Thái Lan và Malaysia bán đảo. Cũng có ở khu vực từ miền trung Việt Nam trở vào nam.

## Sử dụng
Gỗ màu đỏ sẫm đẹp với các dải đồng tâm màu đen.